# Iñaki Berruet Mitxelena
Iñaki Berruet Mitxelena (Irun, 23 d'abril de 1973) és un exfutbolista basc, que ocupava la posició de defensa.

## Trajectòria
Després de jugar al Behobia (equip d'un barri d'Irún) i al filial i al primer equip del Real Unión de Irún, el defensa fitxa pel Deportivo Alavés, amb qui debuta a la Segona Divisió a la campanya 95/96.
Amb el club vitorià va disputar-hi cinc temporades, les dues darreres a la màxima categoria. Va ser titular amb l'Alavés entre el 1996 i el 1999, jugant només cinc partits a la seua darrera campanya a Mendizorroza.
A mitjans de la temporada 99/00 marxa al Vila-real CF, amb qui aconsegueix un nou ascens a primera divisió. Berruet hi passa amb els valencians fins a la temporada 02/03, però només gaudeix d'una certa titularitat a la campanya 00/01.
Deixa el Vila-real per miliar al Córdoba CF, on recuperia la titularitat fins al 2005, quan els andalusos baixen a Segona B. Fitxa llavors pel Lorca Deportiva, també de la categoria d'argent. En total ha sumat més de 250 partits entre Primera i Segona Divisió.
El 2006 retorna al Real Unión de Irún on juga les seves darreres temporades com a professional, abans de ser nomenat segon entrenador i posteriorment director general del club basc.